# Base Neumayer III

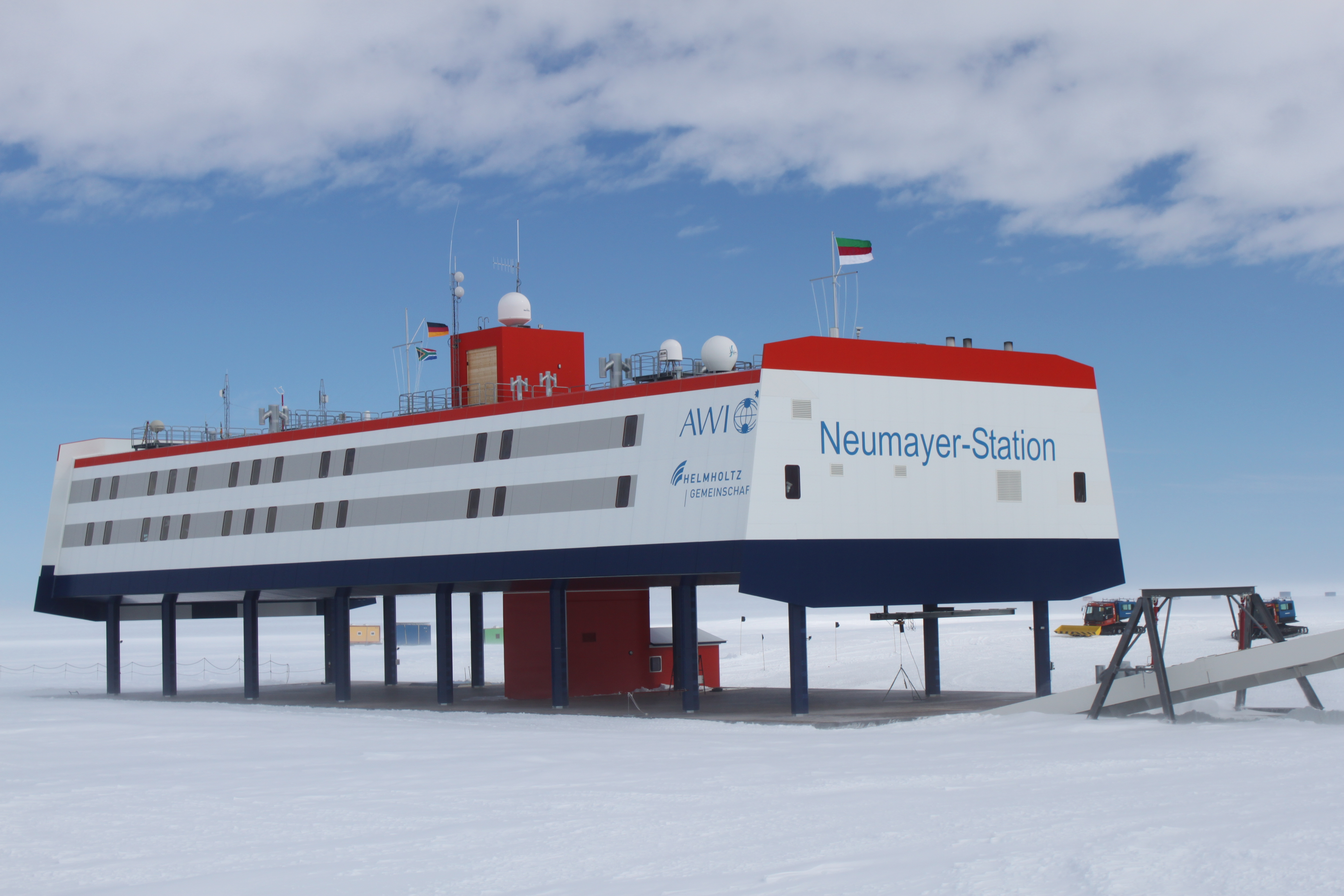
Base Neumayer III en diciembre de 2009.

La base Neumayer III (en alemán: Neumayer-Station III) es una estación de investigación polar de Alemania en la Antártida operada por el Instituto Alfred Wegener, llamada así por el geofísico Georg Balthasar von Neumayer. Se encuentra en la bahía de Atka en la costa de la Princesa Marta sobre la barrera de hielo Ekström de 200 metros de espesor, a pocos kilómetros al sur del lugar de emplazamiento de la Base Neumayer II. Las partes de la estación fueron transportadas a partir de noviembre de 2007 por la plataforma de hielo desde el mar.
Después de un período de proyecto de casi diez años (a partir de octubre de 1999), que consistió en el diseño, la evaluación de impacto ambiental y las fases de planificación y construcción, el funcionamiento regular de la estación comenzó el 20 de febrero de 2009. La vida útil de la base está prevista en 25 a 30 años, y todo el proyecto tuvo un costo de 39 millones de euros.

## Estructura de la estación
La parte exterior de la estación consta de una plataforma de dos niveles de superficie situada a unos 6 m por encima del suelo, y que se apoya en 16 pilares. Los apoyos controlables individualmente están construidos sobre una sólida cubierta de nieve. Bajo el complejo están los garajes y otros equipos técnicos. Los soportes móviles están montados sobre pies de hormigón con equipos hidráulicos de elevación proporcionada. A través de una operación anual de elevación de 80 a 100 cm de la plataforma se evita el hundimiento en la nieve fresca.
La estación funciona todo el año y cuenta con 210 m² de espacio de laboratorio científico, repartidos en 12 habitaciones, dos veces más grande que su predecesora Neumayer II. En las 15 habitaciones hay 40 camas. Todos los interiores de la plataforma consisten en contenedores, que están conectados dependiendo del tamaño de la habitación, sin paredes interiores adyacentes o con pasajes centrales al lado de una pasarela. La construcción está rodeada de una cubierta exterior de panel de protección con relleno de espuma de poliuretano rígido.
El tipo de construcción de la estación Neumayer III sobre el suelo es dominante en la Antártida, y se usa en las nuevas estaciones, como la Estación del Polo Sur Amundsen-Scott y la nueva estación belga Princesa Isabel.

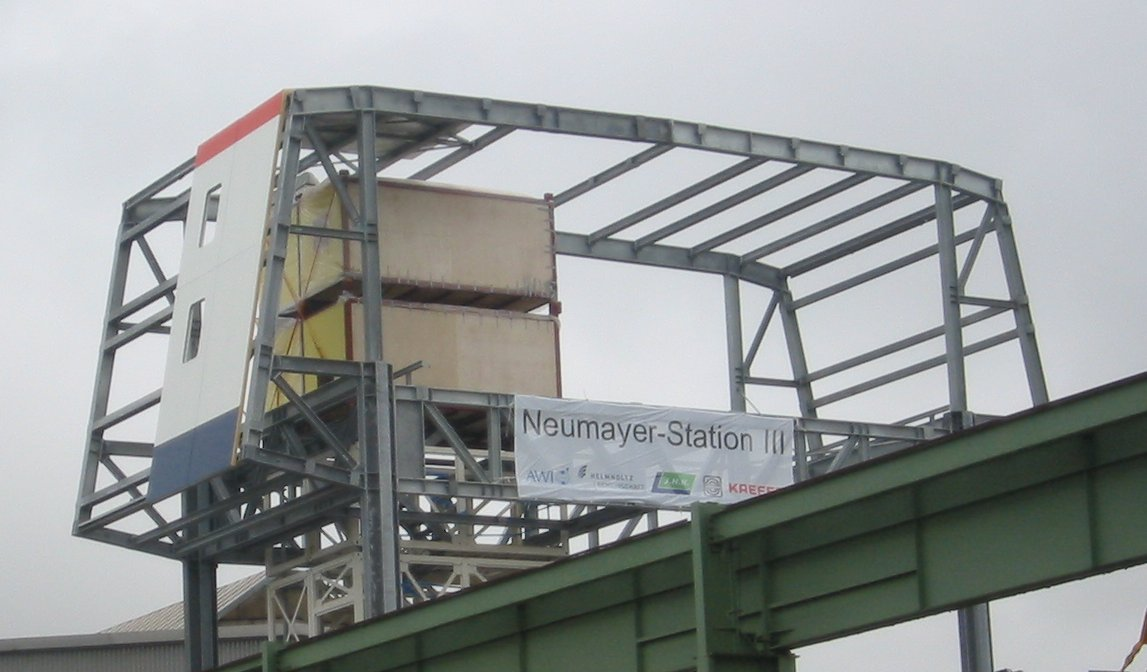
Vista de un segmento de la estructura de acero
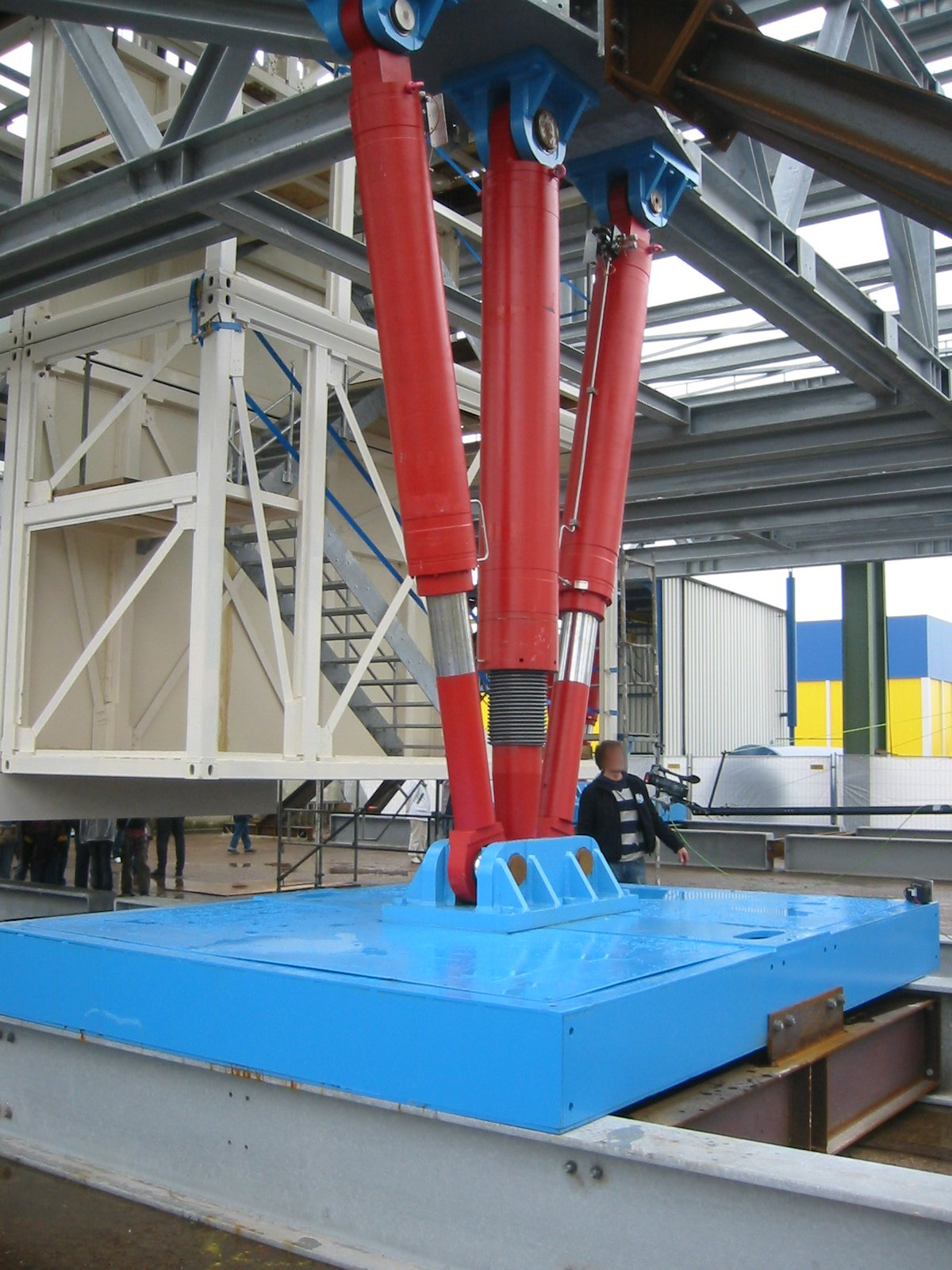
Dispositivo hidráulico con base de hormigón
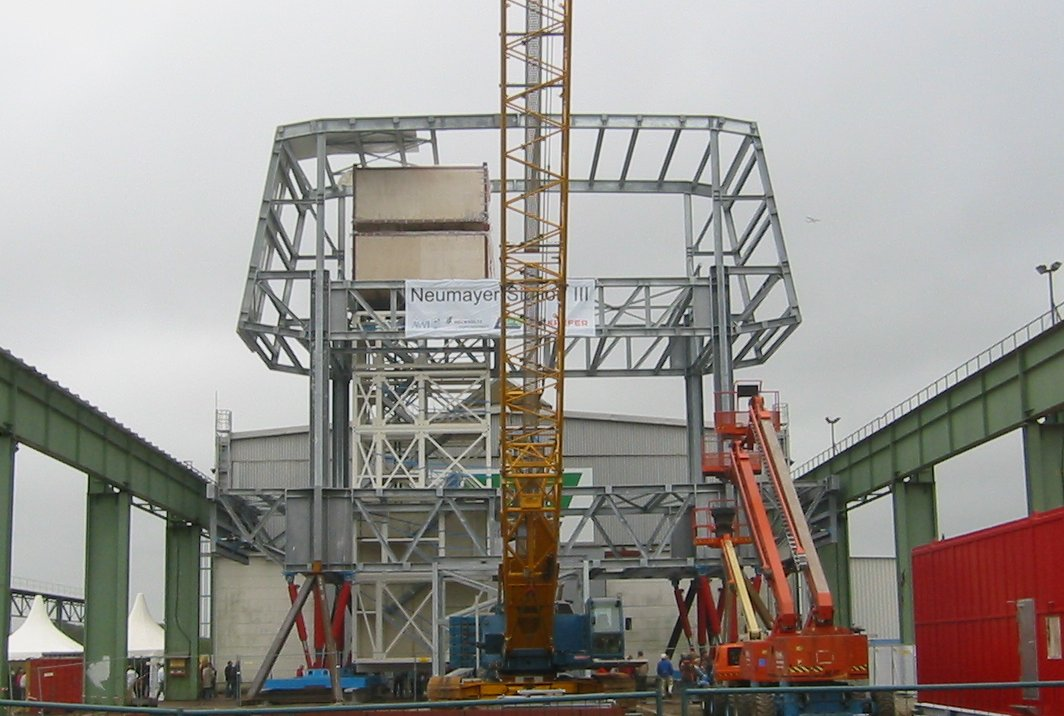
Sección de la carcasa exterior

### Montaje
La parte principal de los materiales de construcción, así como equipo pesado de construcción fueron entregados a finales de enero de 2008, estos últimos llegaron a la barrera de hielo Ekström en febrero de 2009. Para el montaje fue desplegado en la Antártida un equipo de construcción de 90 especialistas. las obras exteriores de la estación se habían completado, por lo que la construcción pudo continuar independientemente de las condiciones climáticas. El 20 de febrero la estación fue inaugurada.

### Interior de la base
Además de los espacios de laboratorio y alojamiento de arriba, hay con orientación sur un comparativamente amplio salón con muchas ventanas, una sala de lavandería con dos lavadoras y dos secadoras, un sauna, una sala de servicios, duchas y aseos, un comedor con pasaplatos a la cocina, un cuarto, una sala de operaciones, varios lugares de reuniones, una sala de refrigeración de alta capacidad, una sala de calderas, y una sala de tratamiento de agua. Las instalaciones de comunicaciones incluyen una estación de radioaficionados (código DP0GVN).

### Datos
| - Altura del edificio: 29,2 m (desde la planta de garaje a la cubierta exterior) - Dimensiones exteriores de la plataforma: 68 m × 24 m - Profundidad de la construcción debajo de la estación: 8 m - Peso: cerca de 2300 t - Área (cuatro plantas): 4864 m² - Superficie climatizada: 2118 m² - Dotación en invierno: 9 - Dotación en verano: 50 | - Tres generadores de diésel para el funcionamiento normal: 6 × 75 kW: 6 × 75 kW - Un generador diésel para la operación de emergencia: 2 × 75 kW - Un generador eólico Enercon E-10: 30 kW - Consumo de electricidad (luz, bombas, experimentos científicos, ...): aproximadamente 70 a 300 kW - Consumo térmico de calor residual (calefacción, agua caliente, 25 kW para derretir nieve): aproximadamente 70 a 150 kW - UPS : 2 x 20 kW durante 20 minutos - Diesel Polar consumo como un año (calefacción, electricidad y vehículos): 315 000 litros |

## Investigación
En las estaciones Neumayer desde 1981 los observatorios han investigado continuamente. Además de meteorología, geofísica y química de la atmósfera, también hay investigaciones desde 2003 con infrasonido y desde 2005 de acústica marina.